# Marcus Mattioli
Marcus Laborne Mattioli, född 18 oktober 1960 i Belo Horizonte, är en brasiliansk före detta simmare.
Mattioli blev olympisk bronsmedaljör på 4 x 200 meter frisim vid sommarspelen 1980 i Moskva.